# ایچی (فیلم)
ایچی (انگلیسی: Ichi) فیلمی در ژانر اکشن به کارگردانی فومیهیکو سوری است که در سال ۲۰۰۸ منتشر شد. از بازیگران آن می‌توان به هاروکا آیاسه، یوسوکه کوبوزوکا، ناکامورا شیدو و اریکو واتانابه اشاره کرد.